# 2012-es romániai tüntetések
A 2012-es romániai tüntetések január 12-én robbantak ki, a második Boc-kormány egészségügyi reformjai ellen, de az államfő Traian Băsescu lemondását is követelni kezdték. A tüntetések Bukarestben összecsapásokba torkolltak a biztonsági erőkkel, akik könnygázt és gumibotot is bevetettek a – jobbára köveket és Molotov-koktélokat használó – tüntetők ellen. Január 16-ig mintegy 60-an sérültek meg és legkevesebb 250 személyt letartóztattak.

## A tüntetések okai
A tüntetések szimpátia-megmozdulásnak indultak a SMURD elnöke, Raed Arafat mellett, aki ellenezve a kormány új egészségügyi törvényét – melynek értelmében privatizálják az egészségügyi intézmények nagy részét – lemondott egészségügyi államtitkár-helyettesi megbízatásáról.

## A tüntetések

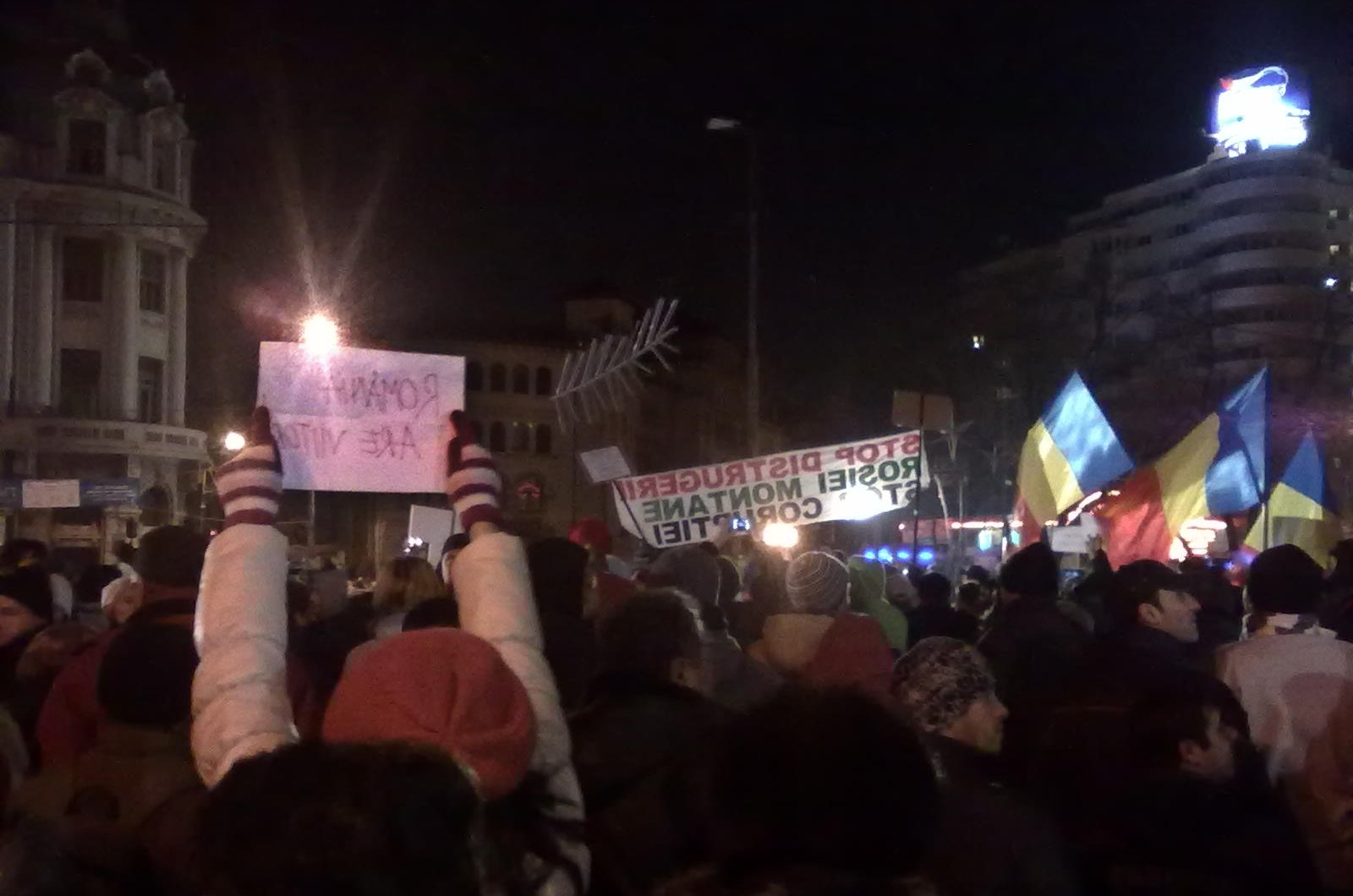
Tüntetők a bukaresti Egyetem téren

Január 12-én egy békés demonstrációt tartottak Marosvásárhelyen Raed Arafat támogatására.
Január 13-án Bukarestben is megmozdulások zajlottak, mintegy 1000 ember vonult előbb az Egyetem térre, majd a Cotroceni-palota elé. Január 14-én a tüntetések erőszakba torkolltak, egyes demonstrálók kővel és Molotov-koktélokkal támadtak a békefenntartásra kivezényelt rendőri és csendőri alakulatokra. A békefenntartók a tömeg feloszlatására könnygázt vetettek be.
Január 15-én a tüntetők már kormányellenes jelszavakat skandálva vonultak ki az Egyetem térre, majd kövekkel, petárdákkal és Molotov-koktélokkal ismét rátámadt a csendőr alakulatokra, akik könnygázzal és gumibotokkal válaszoltak, az összecsapásban többen megsérültek, köztük 10 csendőr is.
Habár a kormány a tüntetések hatására visszavonta az egészségügyi törvényt, a tüntetések – kormányellenes színezetet kapva – tovább folytatódtak. Időközben az ország összesen 41 városában vonultak fel tüntetők, de összecsapásokra csak Bukarestben került sor.
A tüntetések továbbra ezt követően is folytatódtak, de a továbbiakban békésen, összecsapások nélkül. A folytatódó tiltakozások hatására Emil Boc visszahívta Arafatot posztjára, aki kész visszatérni, miután a kormány visszavonta a lemondását kiprovokáló törvényt.
Január 20-án Bukarestben sor került a tüntetés sorozat eddigi legnagyobb tüntetésére, amelyen az ellenzéki pártok is képviseltették magukat. A tüntetők létszáma 7 000 – 10 000 között mozgott. A demonstráció békésen zajlott le, habár a karhatalmi erők is nagy létszámmal vonultak ki az utcára, tömegoszlatásra nem került sor.
Január 25-én először beszélt a nyilvánosság előtt Traian Băsescu államfő, aki elismerte az elkövetett hibákat, de leszögezte, hogy nem hajlandó lemondani és fő célkitűzésének tartja a hibák helyrehozását.

## Reakciók
Emil Boc kormányfő elismerte a lakosság tüntetéshez való jogát, de elítélte a tüntetők egy részének vandalizmusát, a belügyminiszterrel együtt pedig szigorú karhatalmi intézkedést helyezett kilátásba a  vandalizmusra vetemedők ellen.
A folytatódó tiltakozások hatására február 6-án a miniszterelnök és kormánya bejelentette lemondását.